# Michael Gendreau
Michael Gendreau (* 1961 in Kalifornien) ist ein US-amerikanischer experimenteller Musiker und Komponist.

## Leben
Gendreau arbeitete als Komponist und Musiker mit verschiedenen Gruppen und mit Musikern wie Ron Anderson, Fred Lonberg-Holm, Tamio Shiraishi und Ralf Wehowsky. 1983 gründete er mit Suzanne Dycus die Gruppe Crawling with Tarts, mit der bis 1998 zahlreiche Aufnahmen – oft auf Musikkassette – entstanden. Er bezog in seine Kompositionen Einflüsse aus seinem Physikstudium ein und verwendete Elemente wie verfremdete alte Tonaufnahmen und manipulierte Plattenspieler. In jüngerer Zeit entstanden Werke, in denen er bearbeitete Infraschallaufnahmen von Gebäuden und Konzerten als Instrumente einsetzte. Aufgeführt wurden diese Werke u. a. in Valencia, Paris, Athen und Lausanne.

## Diskographie
Musikkassetten
- Crawling With Tarts (1984)
- Teaparty (1984)
- Tearoom (1984)
- Loneliness (1985)
- Rlinkuish (1986)
- Crawling With Tarts (1986)
- Voccianna (1986)
- Loneliness (1987)
- Haselrüte (1987)
- Boots (1988)
- Broom (1988)
- Bled es Siba (1988)
- The Tudor Tapes (1989)
- Candy Tooth Ceylon (1989)
- Greed Tool Hand in the Lee of Icebergs (1990)
- Aa Redbox Pahoehoe (1991)
- New Caldonia (1992)
- Compositions (1992)
- Enthusiasm (1995)
- Operas (1993)

LPs und CDs
- Mayten's Throw (1994)
- Grand Surface Noise Opera Nr 3: Indian Ocean Ship (1994)
- Grand Surface Noise Opera Nr 4: Drum Totem (1994)
- Madeleine (1994)
- Sarajevo Center Metal Doors (1994)
- I Am Telephoning A Star (1997)
- 55 pas de la ligne au nº3 (2002)
- Bogatiri (Live in Russia), mit Jeff Surak (Violet) und Alexei Borisov (2005)
- Vitoj (2005)
- Drowning / Untitled #185, mit Francisco López (2006)
- Ochre Land, Blue Blue Skies; the Decadent Opera (Rococo) (2006)
- TDDM, mit Francisco López (2008)
- Voûtes (2008)
- Concerted Structures (2010)
- Seitz Versus Gendreau, mit Lisa Emily Seitz (2013)
- Polvo Seran, Mas Polvo Enamorado (2018)
- 13'36 10'42 12'48, mit Francisco Meirino (2021)